# 양헬 에레라
양헬 클레멘테 에레라 라벨로(스페인어: Yangel Clemente Herrera Ravelo, 1998년 1월 7일 ~ )는 베네수엘라의 축구 선수로 포지션은 미드필더이며 현재 스페인 라리가의 지로나 FC에서 활동 중이다.

## 선수 경력

### 클럽
2014년 모나가스 SC에서 데뷔하여 2015 시즌까지 41경기 9골을 기록하며 모나가스의 2015년 베네수엘라 세군다 디비시온 우승을 이끌었다.
그리고 2016년 아틀레티코 베네수엘라로 이적하여 33경기 3골을 기록한 뒤 잉글랜드 프리미어리그의 맨체스터 시티로 이적하자마자 미국 프로 축구 뉴욕 시티로 임대 이적 후 2018 시즌까지 38경기를 소화하며 두 시즌 연속 리그 MLS컵 동부컨퍼런스 4강 진출에 일조했다.
2018 시즌을 마친 후 스페인 프리메라리가의 SD 우에스카로 임대 이적하여 리그 16경기를 소화했으나 팀의 2부 리그 강등을 막지 못한 채 2019-20 시즌을 앞두고 그라나다 CF로 또 한번의 임대 이적을 떠났다.
그리고 그라나다로 임대 이적 후 2020-21 시즌까지 78경기 10골을 기록하며 2019-20 라리가 7위, 2019-20년 코파 델 레이 4강, 2020-21년 UEFA 유로파리그 8강 진출 등의 성과를 거둔 뒤 RCD 에스파뇰로 4번째 임대 이적을 확정지었다.

### 국가대표팀
2015년부터 2018년까지 베네수엘라 청소년 대표팀에서 18경기 5골을 기록했고 특히 베네수엘라 U-20 대표팀 소속으로 14경기 3골을 기록하며 2017년 CONMEBOL U-20 축구 선수권 대회 3위, 2017년 FIFA U-20 월드컵 준우승의 기여한 것은 물론 2017년 U-20 월드컵 브론즈볼의 영예까지 안았다.
이에 앞서 2016년 10월 10일 베네수엘라 A대표팀 소속으로 브라질과의 친선 경기에서 국제 A매치 데뷔전을 치렀고 이듬해 10월 10일에 열린 파라과이와의 2018년 FIFA 월드컵 남미 지역 예선 최종 18차전에서 A매치 데뷔골을 신고하며 팀 승리를 이끌었다.

## 수상

### 클럽
모나가스 SC
- 베네수엘라 세군다 디비시온 : 우승 (2015)

 뉴욕 시티
- 메이저 리그 사커 : 동부컨퍼런스 4강 (2017, 2018)

 그라나다 CF
- 코파 델 레이 : 4강 (2019-20)

### 국가대표팀
베네수엘라 U-20
- CONMEBOL U-20 축구 선수권 대회 : 3위 (2017)
- FIFA U-20 월드컵 : 준우승 (2017)

### 개인
- FIFA U-20 월드컵 브론즈볼 : 2017